# Jio
Reliance Jio Infocomm Limited, conocida como Jio, es una empresa de telecomunicaciones india y subsidiaria de Jio Platforms, con sede en Bombay, Maharashtra, India. Opera una red LTE nacional con cobertura en los 22 círculos de telecomunicaciones. No ofrece servicio 2G o 3G, y en su lugar usa solo voz sobre LTE para brindar servicio de voz en su red 4G.
Jio soft se lanzó el 27 de diciembre de 2015 (el que habría sido el 83 aniversario del fundador de Reliance Industries, Dhirubhai Ambani), con una versión beta para socios y empleados y se abrió al público el 5 de septiembre de 2016.
El 5 de julio de 2018, el servicio de banda ancha de línea fija Gigafiber, fue lanzado por el presidente de Reliance Industries Limited, Mukesh Ambani, durante la asamblea general anual de la compañía.

## Historia

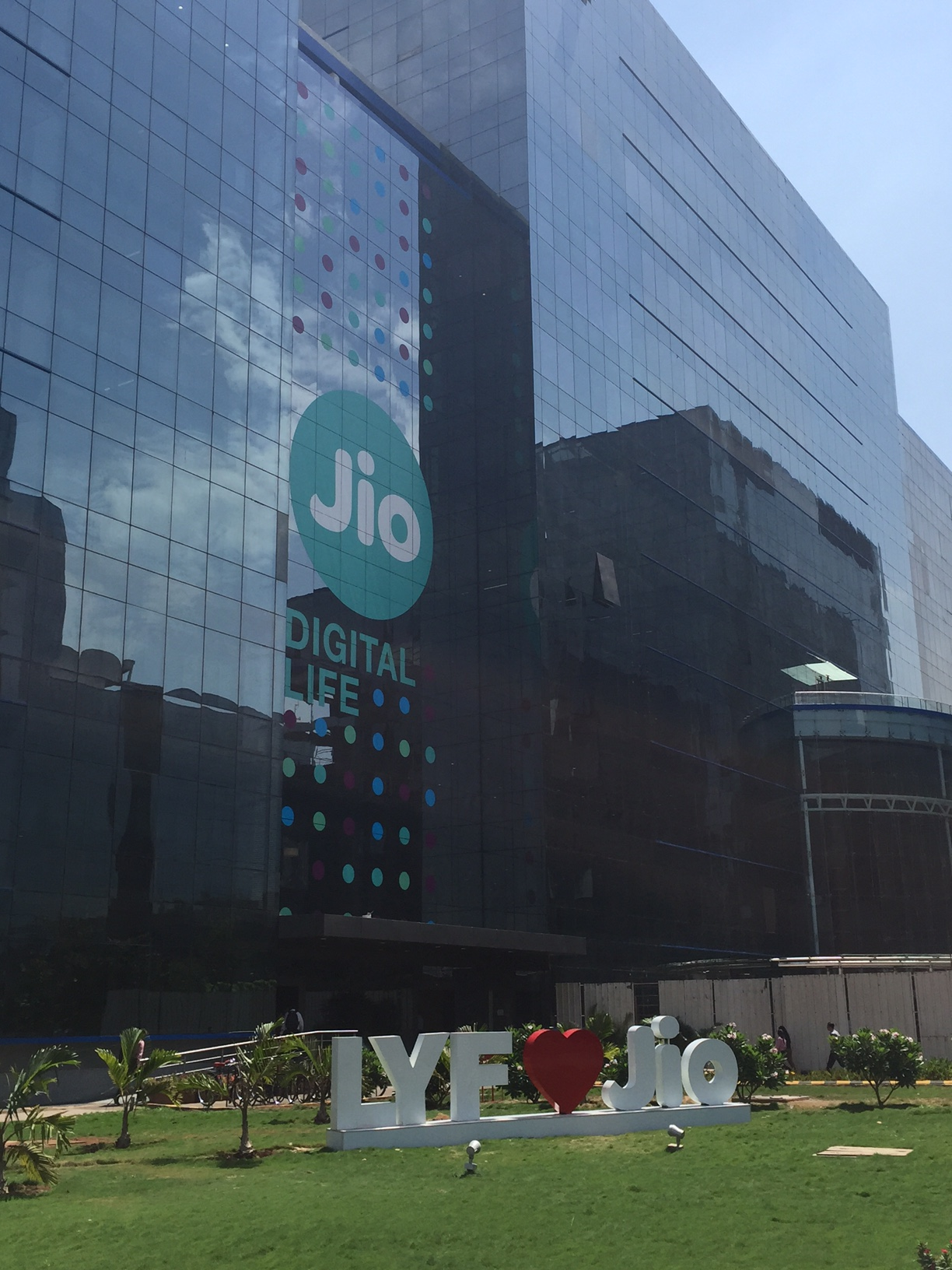
Sede de Jio en RCP, Navi Mumbai

En junio de 2010, Reliance Industries (RIL) compró una participación del 96% en Infotel Broadband Services Limited (IBSL) por ₹4,800 crore ($670 millones de dólares). Aunque no cotiza en bolsa, IBSL fue la única empresa que ganó espectro de banda ancha en los 22 círculos de la India en la subasta 4G que tuvo lugar a principios de ese año. Más tarde, y como filial de telecomunicaciones de RIL, Infotel Broadband Services Limited se renombró a Reliance Jio Infocomm Limited (RJIL) en enero de 2013.
En junio de 2015, Jio anunció que el inicio de operaciones en todo el país sería a finales del año. Sin embargo, cuatro meses más tarde, en octubre, los portavoces de la compañía enviaron un comunicado de prensa en el que afirmaban que el lanzamiento se había aplazado hasta el primer trimestre del ejercicio 2016-2017.
Más tarde, en julio, una ONG llamada Centre for Public Interest Litigation (Centro de Litigios de Interés Público), a través de Prashant Bhushan, impugnó la concesión de una licencia panindia a Jio por parte del Gobierno de la India. La litigación también alegó que se le permitió a Jio proveer telefonía de voz junto con su servicio de datos 4G, pagando una tarifa adicional de sólo ₹165.8 crore ($23 millones de dólares), lo cual fue arbitrario e irrazonable, y contribuyó a una pérdida de ₹,284.2 crore ($320 millones de dólares) para el erario público.